# 平岡養一
平岡 養一（ひらおか よういち、1907年8月16日 - 1981年7月13日）は、日本の木琴（シロフォン）奏者。兵庫県尼崎市出身。
妹はフィギュアスケート選手の平岡露子。ミュージシャンの平岡精二はいとこの子。

## 略歴

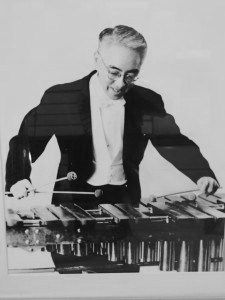
平岡養一

元来、東京の家系であるが、実業家の父・寅之助が赴任した尼崎市で生まれる。
父の兄が日本初の野球チーム創設者の平岡凞で、少年も野球の特訓を受け育つが、体格的に不向きであるとわかり野球の道は断念。小学校在学中に東京へ移住し、慶應義塾幼稚舎・慶應義塾普通部で学ぶ。この頃ピアノを始めるが、手が小さいためピアノにも不向きであるとわかる。それでもハーモニカなどを演奏し音楽を楽しむうちに、銀座の映画館「コンパル館」で無声映画の伴奏をしている木琴（シロフォン）に魅せられるようになり、映画館に通う日々が続いた。中学3年の時に5円の木琴を買い、独学で練習を重ねる。
予科に上がる頃には学生主催のパーティーでの演奏を始め、300円の輸入品の木琴に買い換え本格的な演奏活動へと入っていった。大学は慶應義塾大学経済学部に進学。この頃には平岡は多くのレパートリー曲を持つ、木琴のスペシャリストとなっていた。
1927年（昭和2年）5月、帝国ホテルにて最初のリサイタルを開催。1929年（昭和4年）には当時檜舞台とされていた日本青年館でリサイタルを開催し、成功を収める。
1930年（昭和5年）6月、父に促されアメリカ合衆国へ留学。レコード録音で稼いだ片道ぶんの旅費にあたる1000円のみを所持しての旅立ちだった。9月に受けたNBCのオーディションで、80人の中から選ばれ合格。翌年、15分間のラジオ番組への出演が決定。この番組は、放送回数が4000回に及び、「アメリカ全土の少年少女は、ヨーイチ・ヒラオカの木琴で目を覚ます」と言われた。戦時中はNHKを通して日本国内でも放送された。
1936年（昭和11年）12月、ニューヨークのタウンホールにて独演会を開催。演奏は成功を収め、ニューヨーク・タイムズも絶賛した。この成功を受けて、相手の両親の許可を得ることができ、1937年（昭和12年）3月に日系アメリカ人女性と結婚。1942年（昭和17年）6月、戦争のため交換船で日本に帰国。ビクターと契約しレコードを発表すると、日本でも平岡の存在が知られるようになった。また、戦時中から国内を演奏活動して巡り、1963年（昭和38年）までに2000回を超える演奏会を行った。
この中には、1945年（昭和20年）9月6日から9月10日に藤原義江らとともに日比谷公会堂で開催した戦後初の本格的コンサート「明朗音楽会」も含まれる。同年12月31日、『NHK紅白歌合戦』の前身となったラジオ番組『紅白音楽試合』で木琴演奏を披露した。
20年後の1962年（昭和37年）11月、ニューヨーク・フィルハーモニーの独演者としてカーネギー・ホールへ日本人として初の出演。翌年、永住権を取得し家族と共にカリフォルニア州に移住。5年後には市民権を獲得。日本とアメリカを行き来しながら精力的に演奏活動を行った。
1978年（昭和53年）、胃癌により胃を全摘出。11月、勲四等瑞宝章を受章。1981年（昭和56年）、73歳で生涯を終えた平岡のモットーは「幸福と成功は努力して得ねばならぬ」であった。
2015年（平成27年）3月21日、ラジオ番組『紅白音楽試合』の誕生を描くテレビドラマ『放送90年ドラマ 紅白が生まれた日』がNHK総合テレビで放送され、平岡役を作曲家で打楽器奏者の片岡寛晶が演じた。

## 使用楽器
平岡は、1935年製米国ディーガン社の木琴を自身で改造して使用していた。同楽器は平岡の死後、ロサンゼルスの遺族によって保管されていたが、2003年、オーケストラ・ニッポニカによる『木琴と管絃楽のための協奏曲』（紙恭輔作曲）において使用された。平岡の楽器は、2005年に東京フィルハーモニー交響楽団が同曲を取り上げた際にもマリンバ奏者の通崎睦美によって演奏され、これを機に遺族から通崎に譲られることになった。詳細は通崎の項を参照。

## 初演・委嘱

### 初演
- 「木琴と管絃楽のための協奏曲」(紙恭輔) (1944年) 1944年4月11日 初演。[3][5]

### 委嘱
- 「木琴小協奏曲」 (黛敏郎) (1965年)
- 「木琴と管弦楽のための協奏組曲「鄙唄(ひなうた)」 (小山清茂) (1966年)

## 関連書籍
- 通崎睦美『木琴デイズ 平岡養一「天衣無縫の音楽人生」』（講談社刊・2013年9月9日発売）

## 参考資料
- 平岡資料改訂版 (PDF)
- 横浜黒船研究会 議事録 - ウェイバックマシン（2013年12月14日アーカイブ分）